# Biegnę
Biegnę – singel polskiej piosenkarki Moniki Lewczuk i polskiego piosenkarza Antka Smykiewicza. Utwór pochodzi z debiutanckiego albumu studyjnego Lewczuk, #1.
Kompozycja znalazła się na 24. miejscu listy OLiA, najczęściej odtwarzanych utworów w polskich rozgłośniach radiowych.

## Geneza utworu i historia wydania
Piosenka została napisana i skomponowana przez Monikę Lewczuk, Martę Markiewicz i Rafała Malickiego, który również odpowiada za produkcję utworu.
Singel ukazał się w formacie digital download 10 marca 2017 w Polsce za pośrednictwem wytwórni płytowej Universal Music Polska. Kompozycja została umieszczona na debiutanckim albumie studyjnym Moniki Lewczuk – #1.

## „Biegnę” w stacjach radiowych
Nagranie było notowane na 24. miejscu w zestawieniu OLiA, najczęściej odtwarzanych utworów w polskich rozgłośniach radiowych.

## Teledysk
Do utworu powstał teledysk, który udostępniono w dniu premiery singla za pośrednictwem serwisu YouTube.

## Pozycje na listach airplay
| Kraj   | Lista                          | Najwyższa pozycja |
| ------ | ------------------------------ | ----------------- |
| Polska | OLiS – oficjalna lista airplay | 24                |
| Polska | AirPlay – Nowości              | 2                 |